# Luís IX da Baviera
Luís IX da Baviera, conhecido como o Rico (em alemão:  Ludwig IX. von Bayern, der Reich) (Burghausen, 23 de fevereiro de 1417 — Landshut, 18 de janeiro de 1479) foi duque da Baviera (1450) e um dos filhos de Henrique XVI, o Rico (1386-1450) e de Margarida da Áustria (1395-1447). Foi também o fundador da Universidade de Ingolstadt.

## Biografia
Luís, o Rico, sucedeu a seu pai em 1450. Ele era o segundo dos três duques famosos e ricos, que reinaram o ducado da Baviera-Landshut no século XV. Sua residência ficava no Castelo Trausnitz, em Landshut, uma fortaleza com dimensões palacianas.
Desde que Luís invadiu as cidades imperiais de Dinkelsbühl e Donauwörth em 1458, ele disputou com Frederico III, Imperador do Sacro Império Romano-Germânico, até que a paz foi assinada na cidade de Praga, em 1463. Em 1462, Luís havia derrotado seu inimigo Alberto III de Brandemburgo (1414-1486), que tentava estender suas influências para a Francônia, durante a Batalha de Giengen. Luís expulsou todos os judeus que recusaram o batismo durante o seu ducado.
Em 1472, Luís fundou a Universidade Luís Maximiliano, em Ingolstadt, que foi transferida em 1800 para Landshut e finalmente para Munique. Em 1475, ele organizou o casamento de Landshut de seu filho Jorge com a princesa Edviges Jagelão, filha de Casimiro IV da Polônia, uma das festas mais maravilhosas já realizada durante a Idade Média.

## Família
Em 1452, Luís casou com a princesa Amália da Saxônia (1436–1501), filha de Frederico II, príncipe-eleitor da Saxônia (1412-1464) com quem teve quatro filhos:
- Elisabeth (1452-1457)
- Jorge da Baviera, o Rico (1455-1503), casado com a princesa Edviges Jagelão (1457-1502)
- Margarida (1456-1501)[3], casada com Filipe I, Eleitor Palatino, cognominado o Justo (1448-1508)[4]
- Anna († 1462)